# Игбинадолор, Брайт
Брайт Эхиджиемисоу Игбинадолор (англ. Bright Ehigiamusoe Igbinadolor; 16 декабря 1980, Лагос, Нигерия) — нигерийский футболист, полузащитник. Участник летних Олимпийских игр 2000 года.

## Биография
Брайт Игбинадолор родился 16 декабря 1980 года в нигерийском городе Лагос.

### Клубная карьера
Начал профессиональную карьеру в клубе чемпионата Нигерии — «Бендел Иншурэнс». В 1997 году присоединился к испанской команде «Спортинг Хихон B». В сезоне 1999/00 выступал на правах аренды за швейцарский «Ньон», который выступал во втором по значимости дивизионе страны. В 2001 году стал игроком финского «Йокерита» вместе с Азубуике Олисе. В августе 2001 года сыграл в двух матчах против киевского ЦСКА в рамках предварительного раунда Кубка УЕФА. По сумме двух игр финны уступили со счётом (0:4). По итогам чемпионата Финляндии сезона 2001 года «Йокерит» занял предпоследнее 11 место и вылетел во второй дивизион. Всего за «Йокерит» он сыграл в 43 играх и забил 3 гола. В феврале 2003 года был на просмотре в шведском АИКе. В составе команды сыграл в одной товарищеской игре против «Броммапойкарны» (3:0), однако команде не подошёл. Летом 2003 года был на просмотре в шведском «Кальмаре».
В январе 2008 года был на просмотре в болгарском клубе «Черно море». С 2009 года по 2011 год выступал в чемпионате Мьянмы за команду «Саутерн Мьянма Юнайтед». В сезоне 2011 года играл за другую команду из Мьянмы — «Магуэ».

### Карьера в сборной
В начале 1997 года в составе юношеской сборной Нигерии принял участие в Кубке Меридиана, который проходил в Португалии. Нигерия дошла до финала, где обыграла Испанию со счётом (3:2), Игбинадолор стал автором одного из голов. 19 сентября 2000 года сыграл в матче за молодёжную сборную Нигерии до 21 года в поединке против Италии (1:1).
В августе 2000 году главный тренер олимпийской сборной Нигерии Йоханнес Бонфрере вызвал Брайта на летние Олимпийские игры в Сиднее. В команде он получил 8 номер. В своей группе нигерийцы заняли второе место, уступив Италии, обогнав Гондурас и Австралию. В четвертьфинальной игре Нигерия уступила Чили со счётом (1:4). Игбинадолор сыграл в трёх играх и забил гол в ворота Гондураса.
В составе национальной сборной Нигерии провёл всего одну игру, 25 ноября 2002 года в товарищеском поединке против Египта (1:1). В 2003 году в составе Нигерии стал победителем домашнего Кубка LG.